# Автошлях E675
E675, Європейський маршрут E675 — європейський автошлях, що бере свій початок в румунському місті Констанца і закінчується в болгарському селі Кардам. Загальна довжина — 59 кілометрів.

## Маршрут автошляху
Шлях проходить через такі міста:
- Румунія: Констанца —  Аджиджа — Негру-Воде
- Болгарія: Кардам

Автошлях E675 проходить територією Румунії та Болгарії.